# العلاقات النرويجية الميكرونيسية
العلاقات النرويجية الميكرونيسية هي العلاقات الثنائية التي تجمع بين النرويج وولايات ميكرونيسيا المتحدة.

## مقارنة بين البلدين
هذه مقارنة عامة ومرجعية للدولتين:
| وجه المقارنة                                              | النرويج                                                   | ولايات ميكرونيسيا المتحدة |
| --------------------------------------------------------- | --------------------------------------------------------- | ------------------------- |
| المساحة (كم2)                                             | 385.21 ألف                                                | 702                       |
| عدد السكان (نسمة)                                         | 5.33 مليون                                                | 105.54 ألف                |
| الكثافة السكانية (ن./كم²)                                 | 13.84                                                     | 15.03 ألف                 |
| العاصمة                                                   | أوسلو                                                     | باليكير                   |
| اللغة الرسمية                                             | بوكمول، لغات السامي، نينوشك، اللغة النرويجية              | لغة إنجليزية              |
| العملة                                                    | كرونة نروجية                                              | دولار أمريكي              |
| الناتج المحلي الإجمالي (بليون دولار)                      | 398.83 مليار                                              | 336.43 مليون              |
| الناتج المحلي الإجمالي (تعادل القوة الشرائية) بليون دولار | 322.23 مليار                                              | 365.27 مليون              |
| الناتج المحلي الإجمالي الاسمي للفرد دولار أمريكي          | 74.40 ألف                                                 | 3.02 ألف                  |
| الناتج المحلي الإجمالي للفرد دولار أمريكي                 | 65.61 ألف                                                 |                           |
| مؤشر التنمية البشرية                                      | 0.944                                                     | 0.640                     |
| رمز المكالمات الدولي                                      | +47                                                       | +691                      |
| رمز الإنترنت                                              | .no                                                       | .fm                       |
| المنطقة الزمنية                                           | ت ع م+01:00، ت ع م+02:00، توقيت وسط أوروبا، أوروبا/أوسلو ‏ |                           |

## منظمات دولية مشتركة
يشترك البلدان في عضوية مجموعة من المنظمات الدولية، منها:
| علم المنظمة | اسم المنظمة                               | تاريخ انضمام النرويج | تاريخ انضمام ولايات ميكرونيسيا المتحدة |
| ----------- | ----------------------------------------- | -------------------- | -------------------------------------- |
|             | بنك التنمية الآسيوي                       | 1966                 | 1990                                   |
|             | مؤسسة التنمية الدولية                     | 24 سبتمبر 1960       | 24 يونيو 1993                          |
|             | يونسكو                                    | 4 نوفمبر 1946        | 19 أكتوبر 1999                         |
|             | وكالة ضمان الاستثمار متعدد الأطراف        | 9 أغسطس 1989         | 11 أغسطس 1993                          |
|             | الأمم المتحدة                             | 27 نوفمبر 1945       | 17 سبتمبر 1991                         |
|             | البنك الدولي للإنشاء والتعمير             | 27 ديسمبر 1945       | 24 يونيو 1993                          |
|             | الاتحاد الدولي للاتصالات                  | 1866                 | 18 مارس 1993                           |
|             | منظمة حظر الأسلحة الكيميائية              | ?                    | ?                                      |
|             | مؤسسة التمويل الدولية                     | 20 يوليو 1956        | 24 يونيو 1993                          |
|             | المركز الدولي لتسوية المنازعات الاستشارية | 15 سبتمبر 1967       | 24 يوليو 1993                          |

## وصلات خارجية
- موقع وزارة الخارجية النرويجية